# Szórás (valószínűségszámítás)
A szórás a valószínűségszámításban az eloszlásokat jellemző szóródási mérőszám. A szórás egy valószínűségi változó értékeinek a várható értéktől való eltérésének a mértéke.
Az {\displaystyle X} valószínűségi változó szórását az
{\displaystyle \mathbf {D} (X)={\sqrt {\mathbf {E} \left((X-\mathbf {E} (X))^{2}\right)}}}
képlet adja meg (feltéve, hogy ez az érték létezik), ahol {\displaystyle \mathbf {E} } a várható értéket jelöli. 
Az {\displaystyle X} valószínűségi változó szórásának jelölésére a szakirodalomban a következő konvenciók léteznek:
{\displaystyle \mathbf {D} (X),\,\mathbf {D} X,\,D(X),\,\mathbf {D} X.}
A szórás négyzetét olyan gyakran használják a valószínűségszámításban és a matematikai statisztikában, hogy önálló fogalomként, mint szórásnégyzet vagy variancia is szoktak rá utalni. 
Az {\displaystyle X} valószínűségi változó szórásnégyzete az {\displaystyle X} második centrális momentuma.

## A szórás néhány fontosabb tulajdonsága
- Az {\displaystyle X} valószínűségi változónak pontosan akkor létezik szórása, ha {\displaystyle X^{2}}-nek létezik várható értéke, s ebben az esetben

{\displaystyle {\begin{aligned}\mathbf {D} (X)&={\sqrt {\mathbf {D} ^{2}(X)}}={\sqrt {\mathbf {V} (X)}}=\\&={\sqrt {\mathbf {E} \left((X-\mathbf {E} (X))^{2}\right)}}={\sqrt {\mathbf {E} (X^{2}-2X\mathbf {E} (X)+\mathbf {E} ^{2}(X))}}=\\&={\sqrt {\mathbf {E} (X^{2})-2\mathbf {E} (X)\mathbf {E} (X)+\mathbf {E} ^{2}(X)}}={\sqrt {\mathbf {E} (X^{2})-2\mathbf {E} ^{2}(X)+\mathbf {E} ^{2}(X)}}=\\&={\sqrt {\mathbf {E} (X^{2})-\mathbf {E} ^{2}(X)}}\end{aligned}}}
- Tetszőleges {\displaystyle a,b\in \mathbf {R} } esetén

{\displaystyle {\begin{aligned}\mathbf {D} (aX)&={\sqrt {\mathbf {V} (aX)}}={\sqrt {\mathbf {E} \left((aX)^{2}\right)-\mathbf {E} ^{2}(aX)}}={\sqrt {\mathbf {E} (a^{2}X^{2})-\left(\mathbf {E} (aX)\right)^{2}}}=\\&={\sqrt {a^{2}\mathbf {E} (X^{2})-\left(a\mathbf {E} (X)\right)^{2}}}={\sqrt {a^{2}\mathbf {E} (X^{2})-a^{2}\mathbf {E} ^{2}(X)}}=\\&={\sqrt {a^{2}\left(\mathbf {E} (X^{2})-\mathbf {E} ^{2}(X)\right)}}={\sqrt {a^{2}\mathbf {V} (X)}}=\\&=\vert a\vert \mathbf {D} (X),\end{aligned}}}
{\displaystyle {\begin{aligned}\mathbf {D} (X+b)&={\sqrt {\mathbf {V} (X+b)}}={\sqrt {\mathbf {E} \left((X+b)^{2}\right)-\left(\mathbf {E} (X+b)\right)^{2}}}=\\&={\sqrt {\mathbf {E} (X^{2}+2bX+b^{2})-\left(\mathbf {E} (X)+b\right)^{2}}}={\sqrt {\left(\mathbf {E} (X^{2})+2b\mathbf {E} (X)+b^{2}\right)-\left(\mathbf {E} ^{2}(X)+2b\mathbf {E} (X)+b^{2}\right)}}=\\&={\sqrt {\mathbf {E} (X^{2})+2b\mathbf {E} (X)+b^{2}-\mathbf {E} ^{2}(X)-2b\mathbf {E} (X)-b^{2}}}=\\&={\sqrt {\mathbf {E} (X^{2})-\mathbf {E} ^{2}(X)}}=\\&=\mathbf {D} (X).\end{aligned}}}
- Az {\displaystyle X} valószínűségi változó szórása pontosan akkor 0, ha {\displaystyle X} konstans, azaz

{\displaystyle \mathbf {D} (X)=0\Leftrightarrow X=c}.
- Ha {\displaystyle X} és {\displaystyle Y} véges szórású korrelálatlan valószínűségi változók, azaz {\displaystyle \operatorname {corr} (X,Y)=0},  akkor

{\displaystyle \mathbf {D} (X+Y)={\sqrt {\mathbf {D} ^{2}(X)+\mathbf {D} ^{2}(Y)}}.}

Azt látjuk tehát, hogy (korrelálatlan, véges szórású valószínűségi változók esetén) nem a szórás, hanem a szórásnégyzet viselkedik lineárisan.

## Kapcsolódó témák
- Statisztikai szignifikancia